# (2866) Hardy
(2866) Hardy ist ein Asteroid des Hauptgürtels, der am 7. Oktober 1961 vom belgischen Astronomen Sylvain Julien Victor Arend in Ukkel entdeckt wurde. 
Benannt wurde der Asteroid am 18. September 1986 nach dem US-amerikanischen Komiker Oliver Hardy.